# 384

384(삼백팔십사)는 383보다 크고 385보다 작은 자연수다.

## 수학
- 합성수로, 그 약수는 총 16개다. (1, 2, 3, 4, 6, 8, 12, 16, 24, 32, 48, 64, 96, 128, 192, 384)
  - 384의 진약수의 합은 636이므로, 384는 과잉수다.
- {\displaystyle 384=53+59+61+67+71+73}
  - 연속하는 소수(素數) 6개의 합으로 나타낼 수 있으며, 이 성질을 지닌 앞의 수는 358, 다음 수는 410이다.
- {\displaystyle 384=2\times 4\times 6\times 8}
  - 모든 한 자리 짝수 자연수의 곱이며, 연속하는 네 짝수 자연수의 곱으로 나타낼 수 있는 가장 작은 수다. 이 성질을 지닌 다음 수는 1920이다.

## 과학
- NGC 384(영어판): 물고기자리 방향에 있는 타원은하.

## 교통

### 철도
- 한국철도공사 3000호대 전동차 중 384편성은 1997년 도입분 차량 중 유일하게 코모넷TV가 설치된 이력이 있는 열차다. 그러나 지금은 더 이상 운행되지 않고 있다.

### 도로
- 일본 384번 국도(일본어판): 나가사키현 고토시에서 사세보시까지 이어지는 일본의 국도.
- 현도 제384호선

## 군사
- U-384(영어판): 제2차 세계 대전에 사용된 나치 독일의 군용 잠수함.

## 문화유산
- 대한민국의 보물 제384호: 창경궁 홍화문
- 대한민국의 사적 제384호: 장성 입암산성

## 기타
- 연도: 384년, 기원전 384년